# Удар рукой

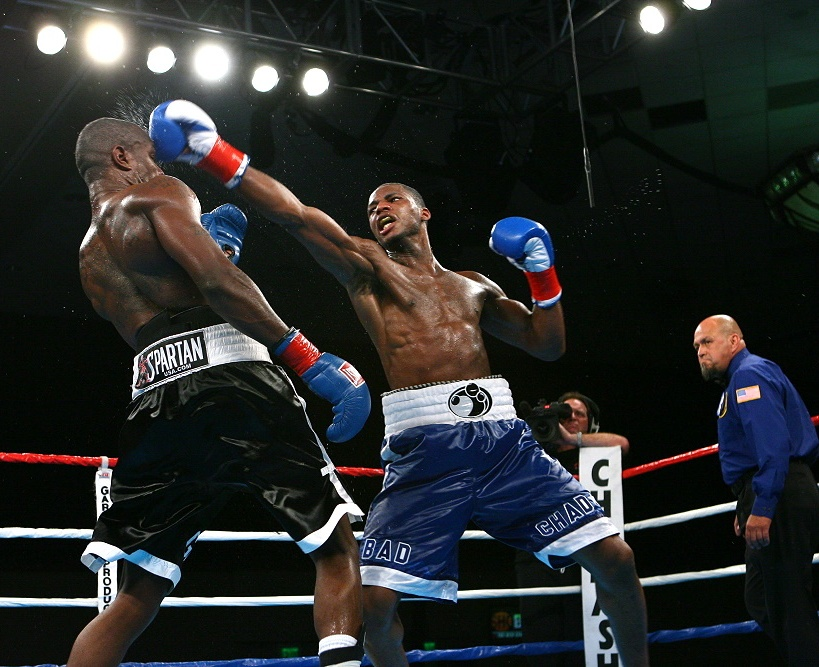

Удар рукой — импульсное возвратно-поступательное или вращательное движение рукой, целью которого является достижение изменения физического состояния объекта или субъекта. В спорте удар рукой может носить различный характер и использоваться для: 1) задачи физического вреда (спортивные единоборства), 2) задачи определенного ускорения (спортивные игры). В боевых искусствах удар рукой — это комплексное понятие, включающее в себя совокупность наступательных действий ударного характера, которые человек способен выполнять руками. Так, в частности, с помощью ударной техники рук выполняются следующие действия:
- удар пальцем
- удар ладонью
- удар кулаком
- удар предплечьем
- удар локтем
- удар плечом

Некоторые виды единоборств предусматривают использование только части перечисленных техник, некоторые используют все.

## Главные принципы ударной техники рук
Составные части удачного удара рукой — это точность и сила. И точность и сила достигается путём тренировки. Сила удара рукой создается: 1) скоростью движения, 2) концентрацией и сосредоточением воли и энергии на ударе, 3) использованием наиболее мощных мышц при выполнении удара; 4) вложением веса тела в удар.
При выполнении удара рукой главную роль играют мышцы ног и туловища: удар начинается с толчка и выпрямления ноги, сопровождается поворотом, наклоном или выпрямлением корпуса (в зависимости от вида удара) и смещением веса тела в необходимую сторону.
Удары руками можно парировать, используя отход или отскок с линии атаки, уклонение, отражения, блокировки и т. п.. Удары руками можно опережать контрударами .

## Разновидности ударов руками
По направлению движения удары руками делятся на:
- прямые (фронтальные) удары
- боковые (фланговые) удары
- нисходящие удары
- восходящие удары

По динамике выполнения удары руками делятся на:
- удары с места
- удары с разворота
- удары в шаге
- удары на скаку
- удары в прыжке